# MS Opera

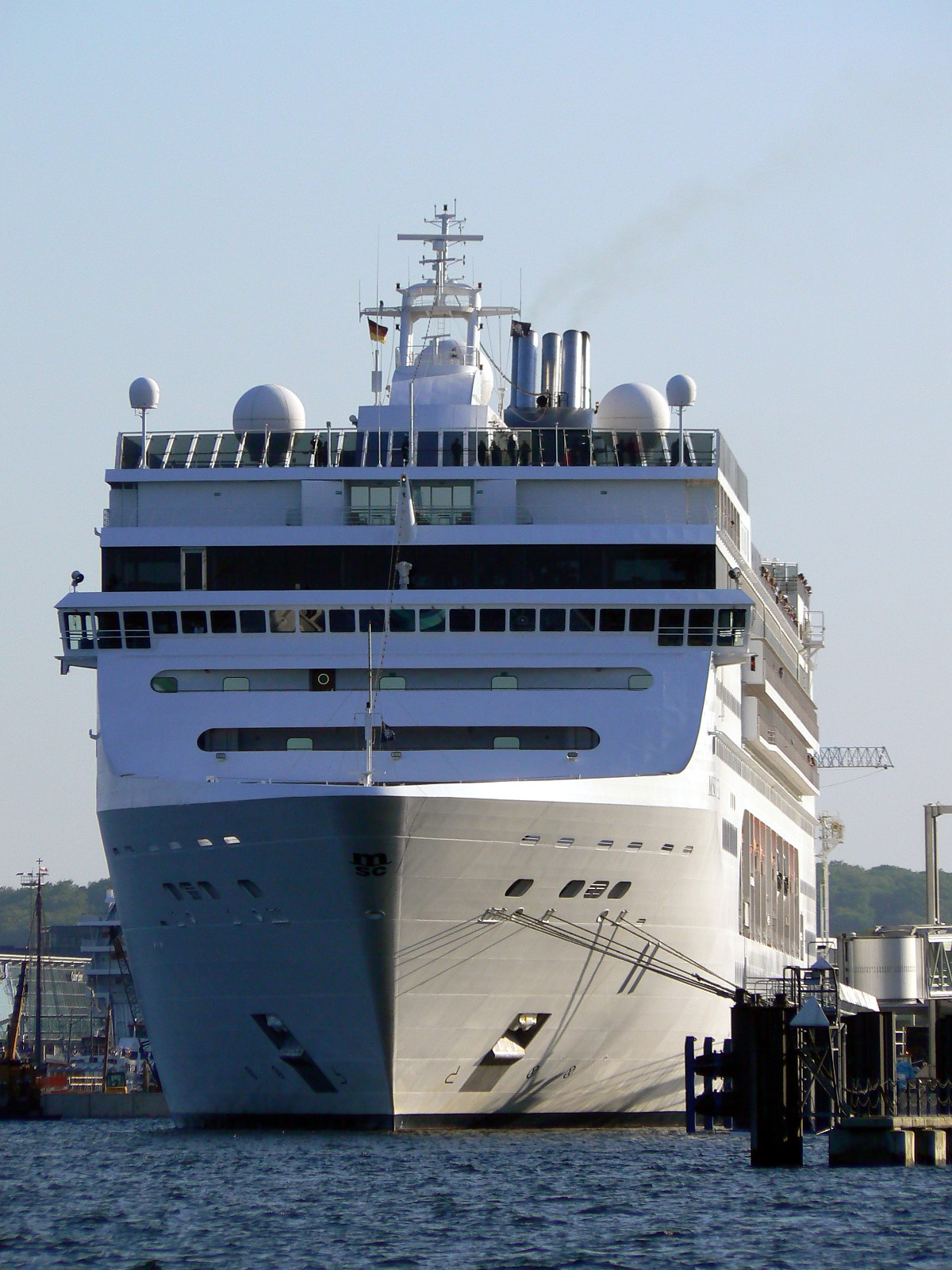

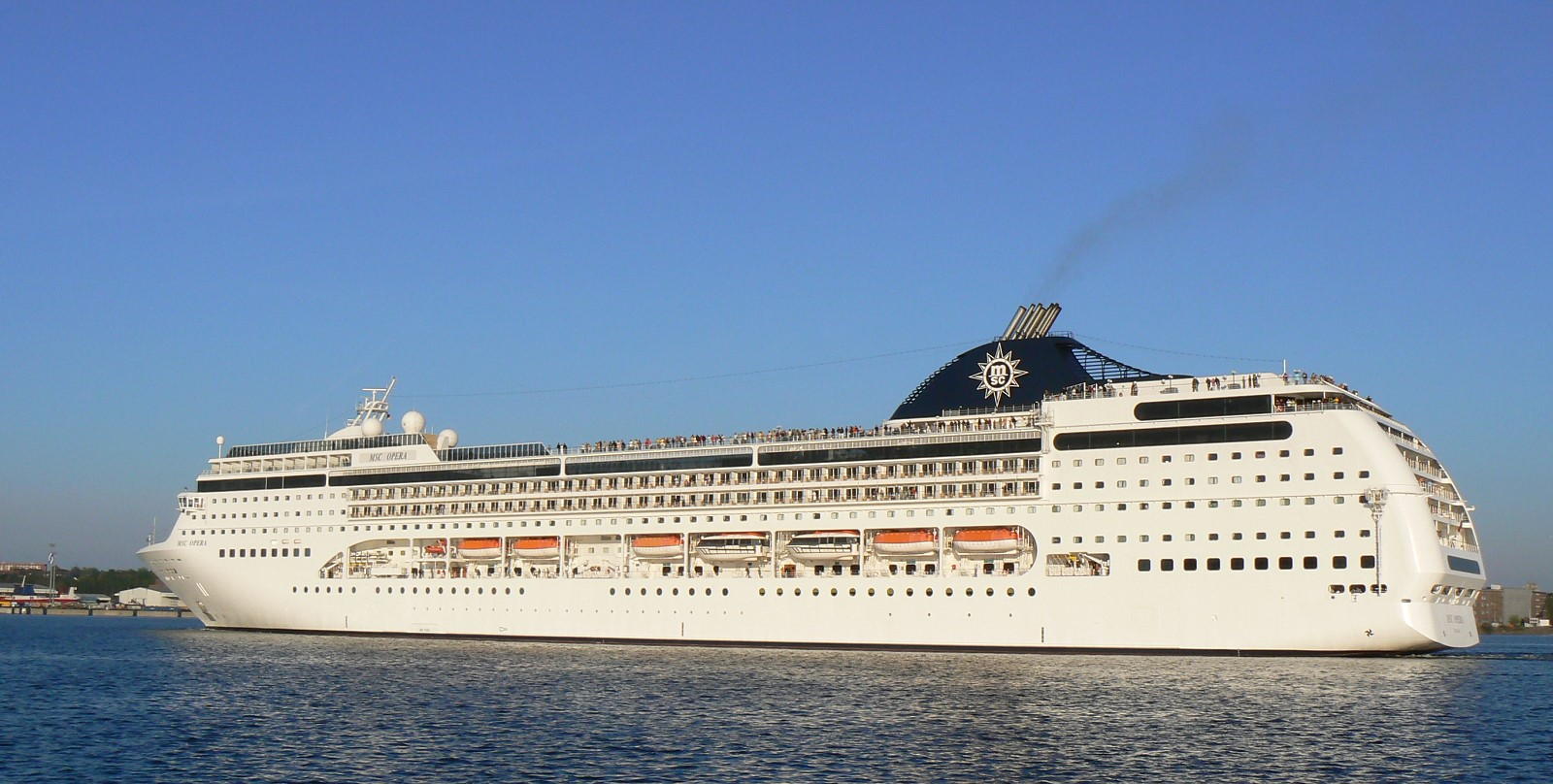

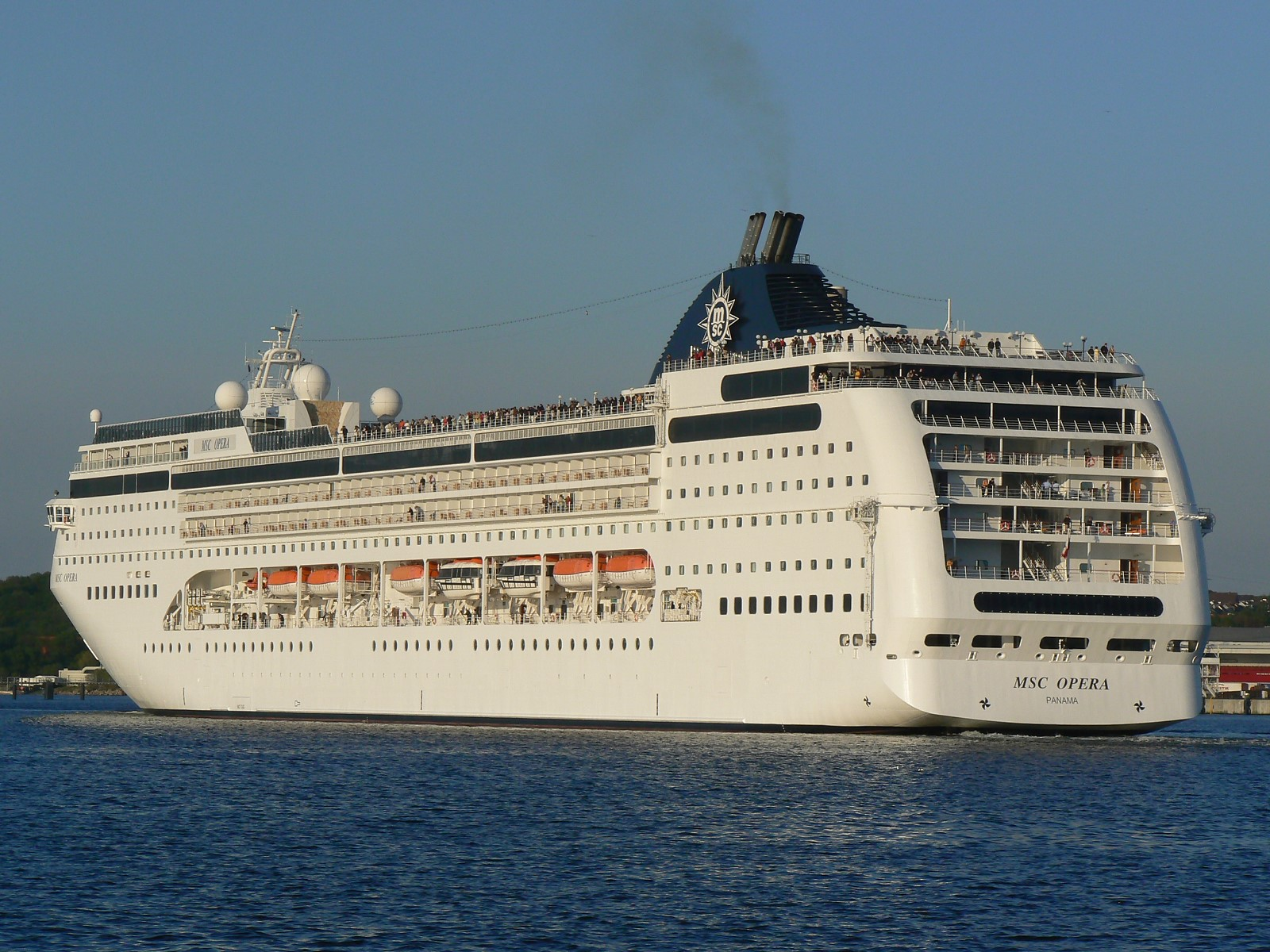

MS Opera – to statek pasażerski.

## Wyposażenie statku
Na pokładzie MS Opera znajduje się 796 kabin, a ponadto m.in.:
- 2 baseny
- 2 restauracje
- bary
- pizzeria
- grill
- kasyno
- dyskoteka
- sala widowiskowa
- salon piękności i masażu
- fitness center
- sauna
- jacuzzi
- pokój zabaw dla dzieci
- punkt medyczny
- biblioteka
- kawiarenka internetowa
- sala gier video
- butik
- centrum konferencyjne
- trasa do joggingu